# Éolienne de secours

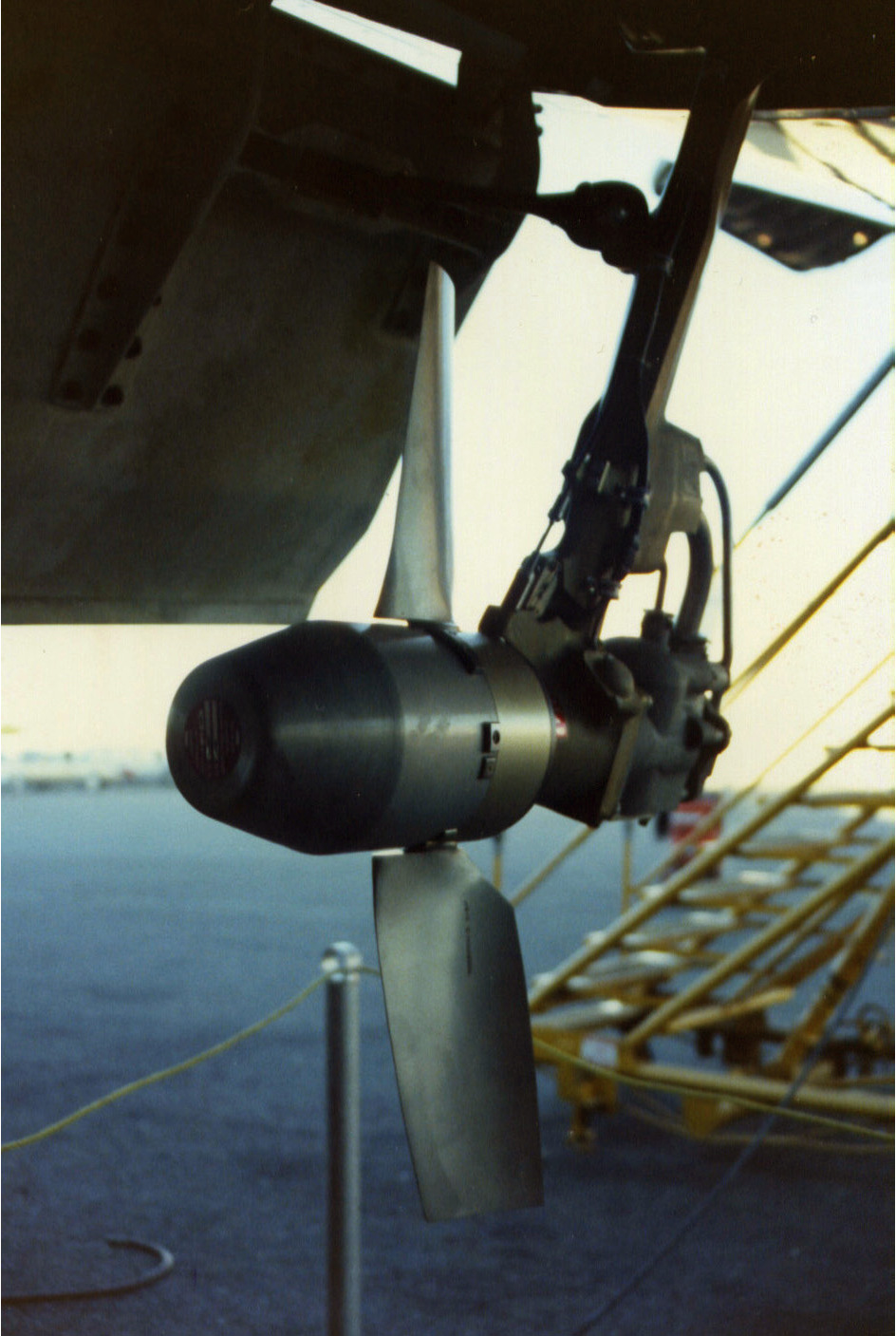
Éolienne de secours d'un Boeing 757.

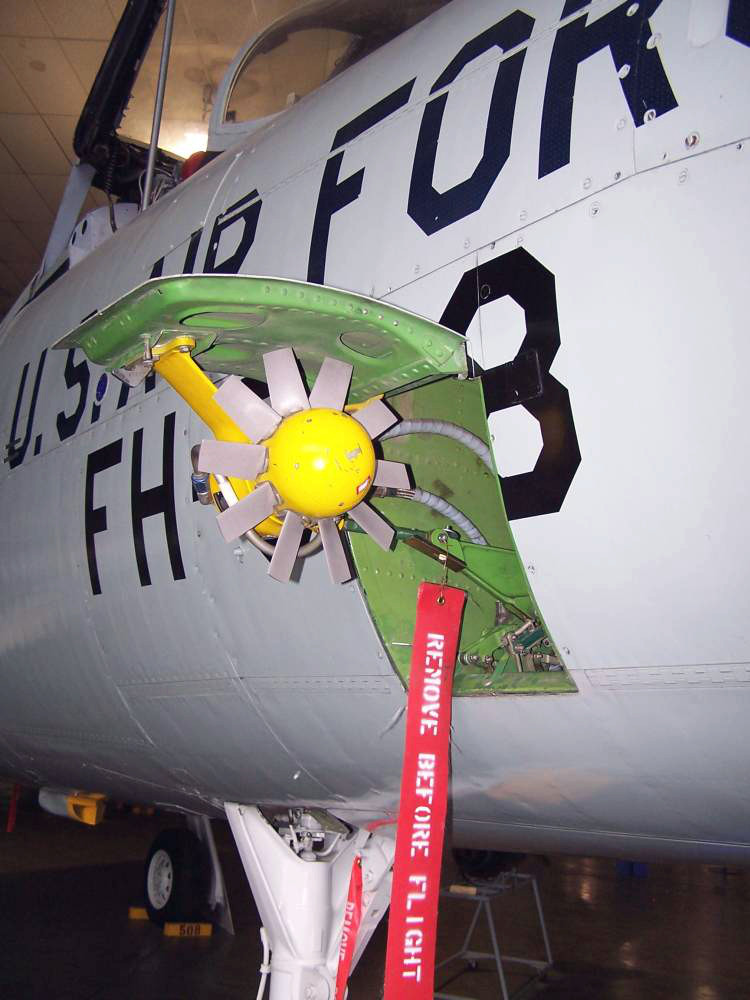
Éolienne de secours d'un chasseur-bombardier F-105.

Une éolienne de secours (en anglais : ram air turbine ou RAT) est une petite turbine reliée à une pompe hydraulique ou à un alternateur, utilisée comme une source d'énergie de secours sur les avions. Sur quelques anciens avions, ce système était monté en permanence et constituait la principale source d'énergie électrique de l'avion.

## Utilisation
À l'exception d'avions d'épandage agricole (voir plus bas), les avions modernes n'utilisent la RAT qu'en cas d'urgence - en cas de perte des sources d'énergie primaire et secondaire, la RAT doit produire l'énergie nécessaire aux systèmes vitaux de l'appareil (contrôles de vol, circuits hydrauliques associés et instruments de vol critiques). Certaines éoliennes produisent seulement de l'énergie hydraulique qui est à son tour utilisée pour alimenter les générateurs électriques.
Les avions modernes produisent leur énergie à partir des moteurs principaux ou grâce à un turbogénérateur additionnel appelé groupe auxiliaire de puissance (en anglais : auxiliary power unit ou APU) qui est souvent situé à la queue de l'appareil. L'éolienne de secours génère de l'énergie à partir du flux d'air dû à la vitesse de l'appareil, qui fait tourner les pales de l'hélice, par conséquent si la vitesse de l'avion diminue, la production d'énergie aussi. Quand tout est normal l'éolienne est rétractée dans le fuselage (ou l'aile suivant le type d'appareil), et se déploie automatiquement en cas de perte de l'approvisionnement en énergie. Entre le moment où la perte d'énergie survient et celui où la RAT se déploie, l'énergie est apportée par des batteries.
Les RAT sont courantes sur les aéronefs militaires qui du fait de leurs fonctions sont plus sujets que les appareils civils aux pertes totales et soudaines d'énergie. Peu d'appareils civils en sont équipés, cependant la plupart des avions de ligne le sont (depuis les années 1960 et le Vickers VC-10). L'Airbus A380 possède la plus grande hélice avec un diamètre de 1,63 m mais généralement le diamètre moyen est de 0,8 m. Une RAT typique d'un avion commercial peut produire, suivant l'alternateur, entre 5 et 70 kW de puissance. Les hélices ont généralement deux ou quatre pales mais sur les avions militaires (et de plus en plus d'avions commerciaux) celles-ci sont composées d'un plus grand nombre de pales. Les plus petits modèles de RAT peuvent générer 400 W.
La RAT a aussi d'autres utilisations militaires, elle peut ainsi être montée sur des équipements en nacelle pour les alimenter en énergie comme des canons (ex. : M61A1 Vulcan) ou des équipements électroniques (ex. : AN/ALQ-99 TJS (en)) ; elle peut aussi être montée sur des bombes nucléaires à chute libre telle que la bombe britannique Yellow Sun, qui utilise une RAT pour alimenter les altimètres et les circuits de mise à feu.
Pour ce qui est des autres applications civiles, l'éolienne peut aussi être utilisée pour alimenter en énergie les pompes centrifuges mettant en pression les systèmes d'épandages des avions agricoles. La principale raison du choix de la RAT est la sécurité ; l'utilisation de l'éolienne permet de garder la certification de la FAA puisque le moteur et l'alimentation électriques sont inchangés. Il n'est pas nécessaire d'utiliser la puissance du moteur pour enclencher la pompe, de plus la pompe peut être placée plus bas et à l'extérieur de la cellule ce qui simplifie la plomberie et étant ainsi le point le plus bas du circuit la pompe n'a pas besoin d'être amorcée. En cas de problème sur la pompe, il n'y a pas de conséquences pour les capacités de vol de l'avion.
Honeywell et Hamilton Sundstrand sont les principaux fournisseurs américains de systèmes d'éoliennes de secours.

## Incidents aéronautiques
Un certain nombre d'incidents se sont produits sur des aéronefs ayant entraîné l'utilisation de l'éolienne de secours :
- 1983 : le vol 143 Air Canada, pour cause de panne de carburant, en raison d'une erreur de remplissage de ses réservoirs ;
- 1996 : le vol 961 Ethiopian Airlines, pour cause de panne de carburant, due à un détournement de l'avion par des pirates de l'air ;
- 2001 : le vol 236 Air Transat, pour cause de panne de carburant, en raison d'une fuite de carburant en vol ;
- 2004 : le vol Pinnacle Airlines 3701, en raison de la panne des moteurs, pour cause de non-respect de l’altitude maximale de vol autorisée ;
- 2009 : le vol 1549 US Airways, panne des moteurs en raison d'une collision aviaire[1] ;
- 2020 : le vol Pakistan International Airlines 8303, après panne (à la suite de détériorations) des moteurs (CFM56) avant crash à Karachi[2] ;
- 2025 : le vol Air India 171, avant de se crasher quelques secondes après son décollage de l'aéroport international Sardar-Vallabhbhai-Patel.

## Sources
- (en) Cet article est partiellement ou en totalité issu de l’article de Wikipédia en anglais intitulé « Ram Air Turbine » (voir la liste des auteurs).